# Corte suprema

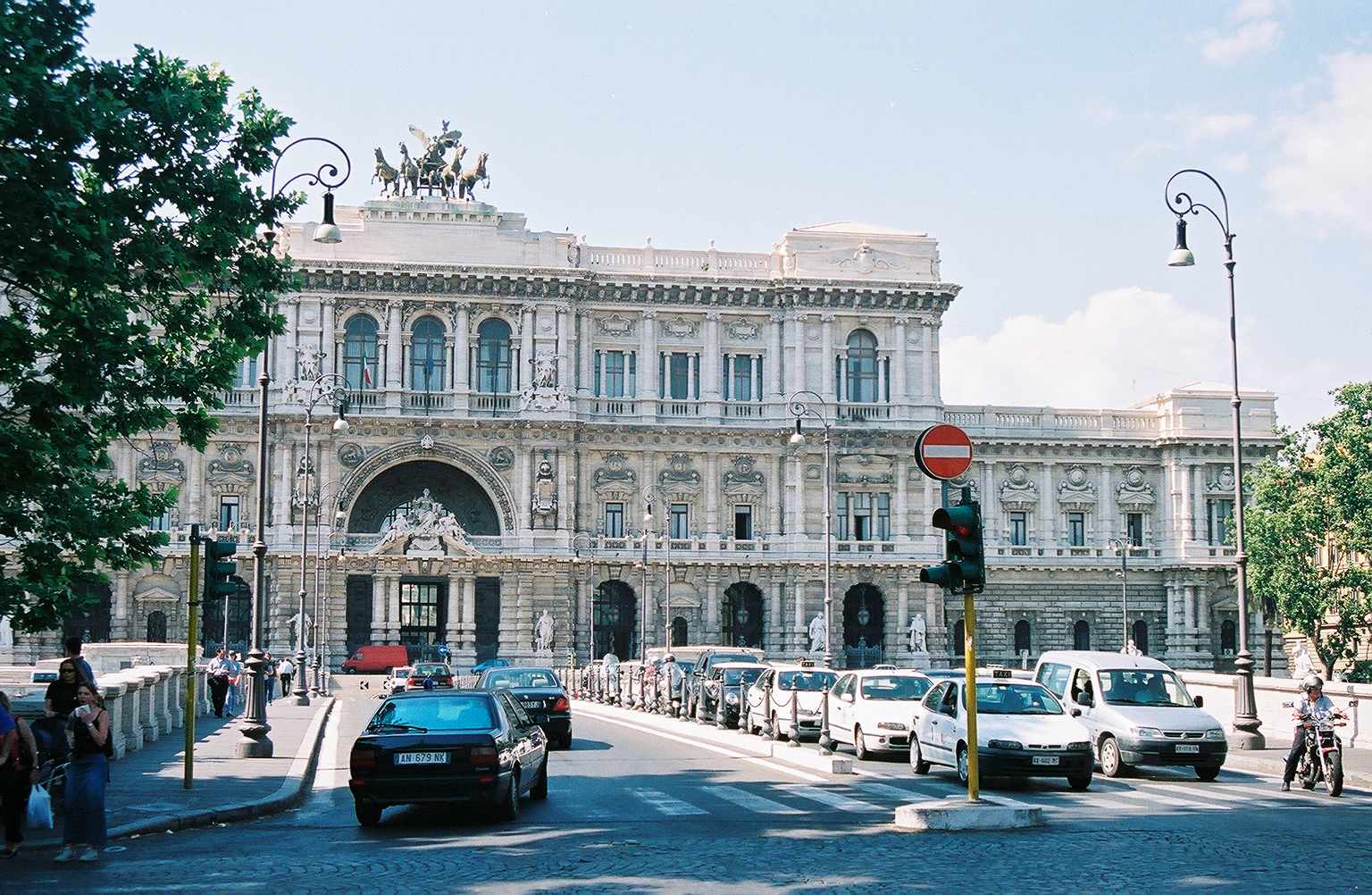
La sede della Corte di cassazione italiana a Roma

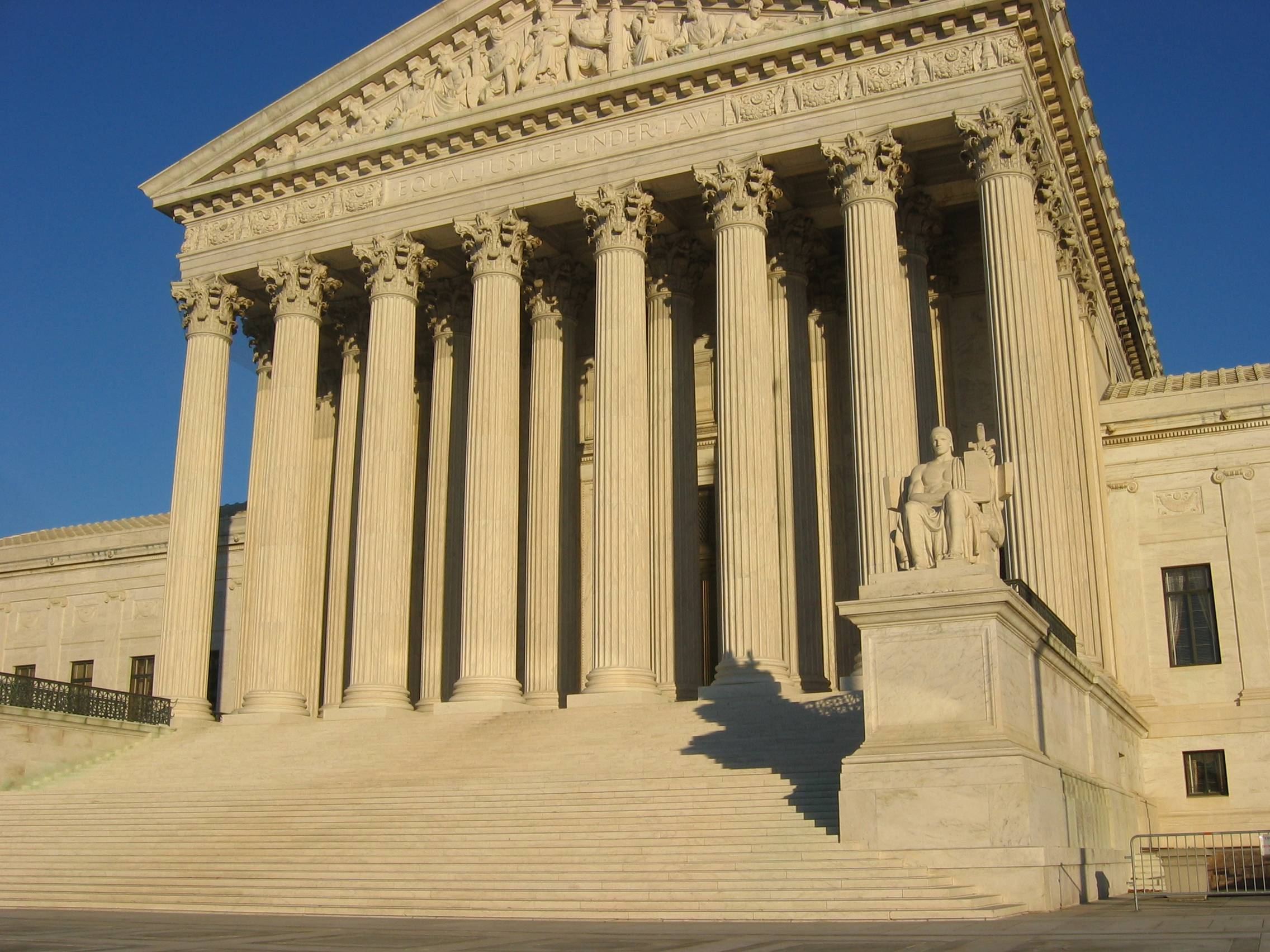
La sede della Corte suprema statunitense a Washington

La Corte suprema (talvolta formalmente detta Tribunale supremo), in molti ordinamenti giuridici, è l'organo posto al vertice del potere giudiziario.

## Struttura
La corte suprema è di regola unica per tutto il territorio nazionale. La corte suprema è generalmente un giudice collegiale; in certi ordinamenti è articolata in più "sezioni", "camere" o simili. Alla corte (ed alle sue eventuali articolazioni) è preposto un presidente, che nei paesi anglosassoni è detto chief justice. Presso la corte suprema può esserci inoltre un ufficio del pubblico ministero.
Peraltro, in certi Stati federali esistono un sistema giudiziario della federazione e uno, autonomo, per ogni Stato, ciascuno con la propria corte suprema, anche se di solito contro le decisioni delle corti supreme statali è dato ricorso alla corte suprema federale (come avviene per la Corte suprema degli Stati Uniti). In altri sistemi federali, invece, esiste una sola corte suprema, a livello federale, mentre sono di competenza dei singoli Stati gli organi giudiziari di livello inferiore.
Negli ordinamenti dove accanto alla giurisdizione ordinaria esistono giurisdizioni speciali, queste possono avere una propria corte suprema specializzata; il caso più significativo, al riguardo, è quello della giurisdizione amministrativa che, negli ordinamenti dove è prevista, non fa di solito capo alla corte suprema generale, ma ad un organo apposito; questo, in Francia e nei paesi che ne hanno adottato il modello, tra cui l'Italia, prende il nome di "consiglio di Stato" e spesso alle funzioni giurisdizionali affianca funzioni consultive nei confronti degli organi del potere esecutivo. Vi sono, però, anche ordinamenti in cui, pur essendovi separati organi giurisdizionali amministrativi, questi fanno capo ad una sezione specializzata dell'unica corte suprema: è soluzione adottata, ad esempio, in certi paesi latinoamericani, come Ecuador e Cile.
Nei paesi di common law i giudici della corte suprema sono di nomina politica (solitamente governativa), tratti dall'avvocatura. Nei paesi di civil law, invece, i magistrati che prestano servizio nella corte suprema appartengono ai più alti gradi della carriera della magistratura, sebbene in taluni di questi ordinamenti sia prevista anche la possibilità di nominare una parte dei giudici tra gli avvocati o i professori universitari di materie giuridiche.

## Funzioni

### Giudice di ultima istanza
La corte suprema è il giudice di ultima istanza, cioè che contro le sue decisioni non è dato ricorso ad altri giudici. La causa è sottoposta alla corte suprema a seguito d'impugnazione della decisione di un giudice inferiore; normalmente l'accesso alla corte suprema è subordinato all'espletamento di due precedenti gradi di giudizio; peraltro, vari ordinamenti precludono il ricorso alla corte suprema per cause di minima rilevanza.
In Francia e negli ordinamenti che ne seguono il modello, tra i quali l'Italia, la corte di cassazione è "giudice di legittimità", nel senso che non riesamina tutti gli aspetti della causa ma si limita a verificare la corretta applicazione delle norme del diritto, sostanziale e processuale, da parte del giudice che ha pronunciato la decisione impugnata, ignorando invece le questioni di fatto; nel caso rilevi un'errata applicazione del diritto la corte "cassa" (cioè annulla) la decisione impugnata e se del caso rinvia la causa al giudice competente stabilendo il "punto di diritto" al quale deve attenersi.
In altri ordinamenti, invece, tra i quali quello tedesco, la corte suprema è "giudice di merito", poiché riesamina tutti gli aspetti, di diritto e di fatto, della causa: in questo caso il ricorso alla corte suprema dà luogo ad un ulteriore grado di giudizio, non diverso dai precedenti, in esito al quale la corte si pronuncia con una decisione che conferma o sostituisce quella impugnata.
Negli ordinamenti di common law i giudici dell'impugnazione hanno limitate possibilità di rivedere le questioni di fatto decise con la pronuncia impugnata, sicché sono essenzialmente giudici di legittimità. Anche negli ordinamenti degli stati comunisti le impugnazioni tendono ad essere limitate ad un controllo di sola legittimità delle sentenze impugnate.

### Funzione nomofilattica
Grazie alla sua unicità a livello nazionale e al suo ruolo di giudice di ultima istanza, la corte suprema esercita in tutti gli ordinamenti la cosiddetta "funzione nomofilattica", assicurando l'omogeneità di interpretazione delle norme giuridiche e l'unità del diritto oggettivo su tutto il territorio nazionale. Questa funzione è particolarmente marcata negli ordinamenti di common law, dove, in base al principio dello stare decisis, i precedenti desumibili dalle decisioni della corte suprema vincolano tutti gli altri giudici. Ma anche i precedenti desumibili dalle pronunce delle corti supreme di civil law, sebbene di regola non vincolanti, finiscono per avere un'efficacia persuasiva molto forte sugli altri giudici. Proprio al fine di assicurare un'efficace funzione nomofilattica, se la corte suprema è articolata in più sezioni, camere o simili, sono previsti particolari organi interni (sezioni riunite, assemblea plenaria ecc.) chiamati a pronunciarsi quando si verificano contrasti di giurisprudenza tra un'articolazione e l'altra.

### Controllo di legittimità costituzionale
Negli ordinamenti che adottano il sistema diffuso di controllo di legittimità costituzionale la corte suprema, come gli altri giudici, può disapplicare le norme di legge (o di atti aventi forza di legge) in contrasto con la costituzione. Peraltro, il giudizio di incostituzionalità pronunciato dalla corte suprema vincola gli altri giudici, se vige il principio dello stare decisis, o quanto meno esercita una forte azione persuasiva sugli stessi, sicché finisce per acquisire, almeno di fatto, efficacia erga omnes. Nei sistemi accentrati, invece, il sindacato sulla costituzionalità delle leggi e degli atti aventi forza di legge è riservato ad un organo specifico, che può essere la corte suprema o una sua sezione specializzata (come avviene in alcuni ordinamenti latinoamericani) oppure un organo ad hoc, politico o giurisdizionale, in questo secondo caso solitamente denominato corte o tribunale costituzionale.

### Altre funzioni
Oltre alle funzioni suddette, alla corte suprema sono talvolta attribuite competenze in particolari materie sulle quali giudica in unica istanza: ad esempio sui conflitti di competenza o di attribuzioni tra organi dello Stato o tra Stato ed enti territoriali oppure su particolari reati di cui si sono resi responsabili i titolari di alte cariche pubbliche (capo dello stato, capo del governo, ministri ecc.). Da notare che, ove esiste una corte costituzionale, tali competenze sono generalmente attribuite a quest'ultima.
Infine, va ricordato che in molti ordinamenti a forma di governo presidenziale il presidente della repubblica neoeletto giura nelle mani del presidente della corte suprema.

## Nel mondo
Altri paesi, tra i quali l'Italia, seguono il modello francese e denominano quest'organo corte di cassazione. In Grecia è denominato Areopago (Άρειος Πάγος, Areios Pagos), dal nome di un colle di Atene e del consiglio che anticamente lì si riuniva.
Un ruolo analogo a quello della corte suprema era svolto nel Regno Unito, fino al 1º ottobre 2009, dal Judicial Committee of the House of Lords (Comitato giudiziario della Camera dei lord) ed è svolto tuttora, per alcune materie, dal Judicial Committee of the Privy Council (Comitato giudiziario del Consiglio privato); quest'ultimo svolge tali funzioni anche per alcuni paesi del Commonwealth.
In alcuni paesi del Commonwealth e in New York la supreme court non è posta, nonostante il nome, al vertice del sistema giudiziario, potendo le sue sentenze essere impugnate innanzi ad un giudice superiore (denominato, ad esempio, court of appeal). In epoca coloniale, la supreme court era giudice di primo e secondo grado e le sue sentenze potevano essere impugnate innanzi al già ricordato Judicial Committee of the Privy Council. In seguito, in alcuni degli ordinamenti che, ottenuta l'indipendenza, istituirono giudici di grado superiore, gli fu attribuito un diverso nome: high court (come in Nuova Zelanda e Hong Kong), court of king's o queen's bench (come nelle province canadesi di Alberta e Manitoba), superior court (come nella provincia canadese dell'Ontario); altrove (ad esempio, negli stati dell'Australia e in alcune province del Canada) mantenne, invece, il nome di supreme court pur non essendo più al vertice del sistema giudiziario.

## Corti supreme nazionali
- Corte suprema del Canada
- Corte suprema della Croazia
- Corte suprema del Cile
- Corte suprema della Federazione Russa
- Corte suprema della Finlandia
- Corte suprema delle Filippine
- Corte suprema del Giappone
- Corte suprema di Hong Kong
- Corte suprema dell'India
- Corte suprema dell'Irlanda
- Corte suprema di Israele
- Corte suprema di cassazione (Italia)
- Corte suprema del Malawi
- Corte suprema della Nuova Zelanda
- Corte suprema del Pakistan
- Corte suprema del Perù
- Corte suprema (Polonia)
- Corte suprema del Portogallo
- Corte suprema del Regno Unito
- Corte suprema dello Sri Lanka
- Corte suprema degli Stati Uniti d'America
  - Corte suprema della California
  - Corte suprema del Michigan
  - Corte suprema del Texas
- Corte suprema d'appello del Sudafrica
- Corte suprema dell'Ucraina
- Tribunale supremo (Spagna)
- Tribunale federale svizzero